# Sokkumajärvi
Sokkumajärvi är en sjö i Kiruna kommun i Lappland och ingår i Torneälvens huvudavrinningsområde. Sjön har en area på 0,309 kvadratkilometer och ligger 356 meter över havet.

## Delavrinningsområde
Sokkumajärvi ingår i det delavrinningsområde (756161-174898) som SMHI kallar för Ovan VDRID = Särkijoki i Lainioälvens vattendrags*. Medelhöjden är 367 meter över havet och ytan är 6,82 kvadratkilometer. Räknas de 225 avrinningsområdena uppströms in blir den ackumulerade arean 3 523,24 kvadratkilometer. Lainioälven som avvattnar avrinningsområdet har biflödesordning 2, vilket innebär att vattnet flödar genom totalt 2 vattendrag innan det når havet efter 365 kilometer. Avrinningsområdet består mestadels av skog (35 procent) och sankmarker (50 procent). Avrinningsområdet har 0,59 kvadratkilometer vattenytor vilket ger det en sjöprocent på 8,7 procent. Bebyggelsen i området täcker en yta av 0,26 kvadratkilometer eller 4 procent av avrinningsområdet.